# جورج دیگبی بارکر
جورج دیگبی بارکر (انگلیسی: George Digby Barker؛ ۹ اکتبر ۱۸۳۳ – ۱۹۱۴) فرد نظامی اهل پادشاهی متحد بریتانیای کبیر و ایرلند بود. وی همچنین برندهٔ جوایزی همچون نشان حمام شده‌است.